# Любимец учителя (фильм, 1958)
«Любимец учителя» (англ. Teacher's Pet; США, 1958) — романтическая комедия режиссёра Джорджа Ситона с Кларком Гейблом и Дорис Дэй в главных ролях.

## Сюжет
Джеймс Гэннон, опытный редактор новостей многотиражной газеты, получает приглашение от профессора Стоун выступить перед студентами вечернего отделения журналистики. Гэннон, который никогда не учился профессии, отказывается и пишет профессору письмо, в котором выражает свои самые искренние убеждения в бесполезности теоретического образования. Тем не менее, главный редактор приказывает ему присутствовать на занятии. Однако не успевает он представиться, как профессор Стоун, оказавшаяся красивой молодой женщиной, зачитывает перед классом его письмо и в издевательских выражениях высмеивает выраженные там мысли. Гэннон решает в отместку продемонстрировать на практике бессмысленность обучения и притворяется простым торговцем Джимом Галлахером, записавшимся на курсы. Этот «студент», обладающий незаурядными талантами для начинающего журналиста, производит впечатление на Эрику Стоун. Сам Гэннон, в свою очередь, не может устоять перед очаровательным профессором…

## В ролях
- Кларк Гейбл — Джеймс Гэннон
- Дорис Дэй — Эрика Стоун
- Гиг Янг — доктор Хьюго Пайн
- Мами Ван Дорен — Пегги ДеФор
- Ник Адамс — Барни Ковач
- Питер Болдуин — Гарольд Миллер
- Мэрион Росс — Кэти Фуллер
- Чарльз Лэйн — Рой
- Джек Альбертсон — гид

## Номинации
- 1959 — две номинации на премию «Оскар»: лучший актёр второго плана (Гиг Янг), лучший сценарий (Фэй и Майкл Кэнины).
- 1959 — две номинации на премию «Золотой глобус»: лучший актёр в комедии или мюзикле (Кларк Гейбл), лучший актёр второго плана (Гиг Янг).
- 1959 — номинация на премию Гильдии режиссёров США за лучшую режиссуру художественного фильма (Джордж Ситон).
- 1959 — номинация на премию Гильдии сценаристов США за лучшую американскую комедию (Фэй и Майкл Канины).